# ليفينغستون (كاليفورنيا)
ليفينغستون (بالإنجليزية: Livingston )‏ هي إحدى مدن مقاطعة ميرسيد، كاليفورنيا. تم إعطاءها لقب مدينة في 11 سبتمبر، 1922.

## التركيبة السكانية
حدّد مكتب تعداد الولايات المتحدة بيانات التركيبة السكانية لليفينغستون في تعداد الولايات المتحدة. في ما يلي، التركيبة السكانية حسب تعدادي 2000 و2010.

### تعداد عام 2000
بلغ عدد سكان ليفينغستون 10,473 نسمة بحسب تعداد عام 2000، وبلغ عدد الأسر 2,390 أسرة وعدد العائلات 2,143 عائلة مقيمة في المدينة. في حين سجلت الكثافة السكانية 1,099 نسمة لكل كيلومتر مربع (2,846.4/ميل2). وبلغ عدد الوحدات السكنية 2,449 وحدة بمتوسط كثافة قدره 257 لكل كيلومتر مربع (665.6/ميل2).
وتوزع التركيب العرقي للمدينة بنسبة 36.52% من البيض و0.74% من الأمريكيين الأفارقة و0.93% من الأمريكيين الأصليين و14.45% من الأمريكيين ذوي الأصول الآسيوية و0.08% من سكان جزر المحيط الهادئ و41.54% من الأعراق الأخرى و5.76% من عرقين مختلطين أو أكثر و71.81% من الهسبانيون أو اللاتينيون من أي عرق.
بلغ عدد الأسر 2,390 أسرة كانت نسبة 68.2% منها لديها أطفال تحت سن الثامنة عشر تعيش معهم، وبلغت نسبة الأزواج القاطنين مع بعضهم البعض 68.2% من أصل المجموع الكلي للأسر، ونسبة 14.3% من الأسر كان لديها معيلات من الإناث دون وجود شريك،  بينما كانت نسبة 7.2% من الأسر لديها معيلون من الذكور دون وجود شريكة وكانت نسبة 10.3% من غير العائلات. تألفت نسبة 8.7% من أصل جميع الأسر من عدة أفراد يعيشون في نفس المنزل ونسبة 3.8% كانت تتألف من شخص يعيش بمفرده يبلغ من العمر 65 عاماً أو أكثر. وبلغ متوسط حجم الأسرة المعيشية 4.37، أما متوسط حجم العائلات فبلغ 4.57.
بلغ العمر الوسطي للسكان 24.9 عاماً. وكانت نسبة 37.7% من القاطنين تحت سن الثامنة عشر، وكانت نسبة 12.5% بين الثامنة عشر والرابعة والعشرين عاماً، ونسبة 28.3% كانت واقعةً في الفئة العمرية ما بين الخامسة والعشرين والرابعة والأربعين عاماً، ونسبة 15.2% كانت ما بين الخامسة والأربعين والرابعة والستين، ونسبة 6.1% كانت ضمن فئة الخامسة والستين عاماً فما فوق. يوجد لكل 100 أنثى 101.5 ذكر، ويوجد لكل 100 أنثى في الثامنة عشر من عمرها فما فوق 100.0 ذكر.
بلغ متوسط دخل الأسرة في المدينة 32,500 دولارًا، أما متوسط دخل العائلة فبلغ 33,939 دولارًا. وكان متوسط دخل الذكور 22,249 دولارًا مقابل 19,693 دولارًا للإناث. وسجل دخل الفرد الخاص بالمدينة 9,231 دولارًا. وكانت نسبة 20.8% من العائلات ونسبة 25.2% من السكان تحت خط الفقر، وكان من هؤلاء نسبة 31.1% تحت سن الثامنة عشر ونسبة 20.9% في الخامسة والستين من العمر وما فوق.

### تعداد عام 2010
بلغ عدد سكان ليفينغستون 13,058 نسمة بحسب تعداد عام 2010، وبلغ عدد الأسر 3,156 أسرة وعدد العائلات 2,803 عائلة مقيمة في المدينة. في حين سجلت الكثافة السكانية 1,370.2 نسمة لكل كيلومتر مربع (3,548.8/ميل2). وبلغ عدد الوحدات السكنية 3,320 وحدة بمتوسط كثافة قدره 348.4 لكل كيلومتر مربع (902.4/ميل2).
وتوزع التركيب العرقي للمدينة بنسبة 40.30% من البيض و0.81% من الأمريكيين الأفارقة و2.67% من الأمريكيين الأصليين و17.02% من الأمريكيين ذوي الأصول الآسيوية و0.14% من سكان جزر المحيط الهادئ و34.82% من الأعراق الأخرى و4.23% من عرقين مختلطين أو أكثر و73.11% من الهسبانيون أو اللاتينيون من أي عرق.
بلغ عدد الأسر 3,156 أسرة كانت نسبة 60.4% منها لديها أطفال تحت سن الثامنة عشر تعيش معهم، وبلغت نسبة الأزواج القاطنين مع بعضهم البعض 63.8% من أصل المجموع الكلي للأسر، ونسبة 15.9% من الأسر كان لديها معيلات من الإناث دون وجود شريك،  بينما كانت نسبة 9.1% من الأسر لديها معيلون من الذكور دون وجود شريكة وكانت نسبة 11.2% من غير العائلات. تألفت نسبة 8.8% من أصل جميع الأسر من عدة أفراد يعيشون في نفس المنزل ونسبة 3.5% كانت تتألف من شخص يعيش بمفرده يبلغ من العمر 65 عاماً أو أكثر. وبلغ متوسط حجم الأسرة المعيشية 4.14، أما متوسط حجم العائلات فبلغ 4.32.
بلغ العمر الوسطي للسكان 27.4 عاماً. وكانت نسبة 32.6% من القاطنين تحت سن الثامنة عشر، وكانت نسبة 13.7% بين الثامنة عشر والرابعة والعشرين عاماً، ونسبة 27.6% كانت واقعةً في الفئة العمرية ما بين الخامسة والعشرين والرابعة والأربعين عاماً، ونسبة 19.1% كانت ما بين الخامسة والأربعين والرابعة والستين، ونسبة 7% كانت ضمن فئة الخامسة والستين عاماً فما فوق. وتوزع التركيب الجنسي للسكان بنسبة 50.5% ذكور و49.5% إناث.